# Médersa Mohammed Rahim Khan
La médersa Mohammed Rahim Khan est une ancienne médersa (ou madrassa) située à Khiva en Ouzbékistan. Elle se trouve dans le quartier fortifié d'Itchan Kala dont l'ensemble est inscrit à la liste du patrimoine mondial de l'Unesco.
La médersa est à l'est de la citadelle Kounya-Ark. Elle porte le nom du khan qui la fit construire en 1876, Mohammed Rahim Khan II (1845-1910), de son nom complet Saïd Mohammed Rahim Bahadour Khan, que son peuple appelait Madraïm Khan. Il accède au pouvoir à la mort de son père en 1864. Lui-même composait des poèmes sous le nom de plume de Ferouz, ou Ferouz Shâh. l'édifice est terminé en 1876, trois ans après la signature du traité de protectorat du khanat de Khiva par l'Empire russe. La médersa devient alors l'une des plus importantes d'Asie centrale avec ses soixante-seize cellules d'étudiants en sciences coraniques.

## Architecture
Elle est constituée de deux cours; donnant dans la cour intérieure se trouvent les cellules, la cour arrière comporte un corps de bâtiments à un étage supérieur pour les cellules avec un portail (pishtak) imposant sur la façade principale. La médersa comportait une mosquée d'hiver et une mosquée d'été, des bibliothèques, des darskhon et diverses pièces domestiques. L'art de la majolique est utilisé avec une grande délicatesse comme ornement. 
La cour principale rectangulaire comprend un iwan au milieu de chaque côté et des tourelles aux angles. Les quatre coins de la cour permettent chacun l'accès à trois cellules. Le portail d'entrée imposant est flanqué de grande ailes avec cinq travées de niches d'arcade. Les cellules de la médersa sont recouvertes de coupoles, appelées « balkhi ». Elles comprenaient chacune une chambre et une petite pièce pour les usages domestiques.
Les iwans comportent en hauteur une frise avec des inscriptions en style nastaliq. la structure extérieure des cellules suit un modèle classique: niche avec une porte en bois sculpté, une barre transversale, et au-dessus une fenêtre en forme de grille géométrique de couleur blanc cassé. Dans le milieu de la cour principale se trouve un jardin carré, près d'une fontaine.
Une salle abrite un musée de l'histoire des khans de Khiva. Un spectacle de funambules, accompagné de musiciens, est régulièrement organisé dans la cour principale

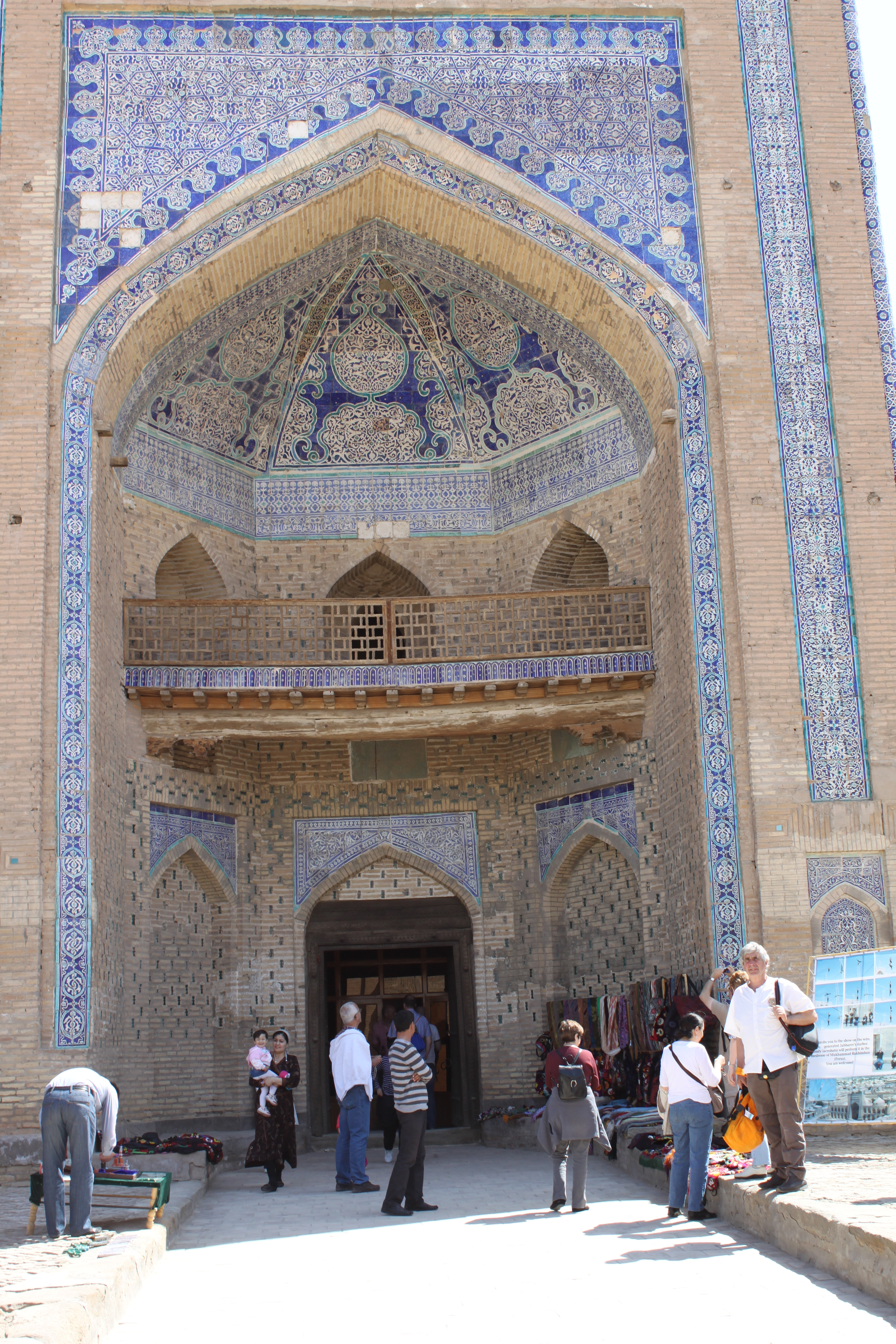
Portail d'entrée avec son iwan.
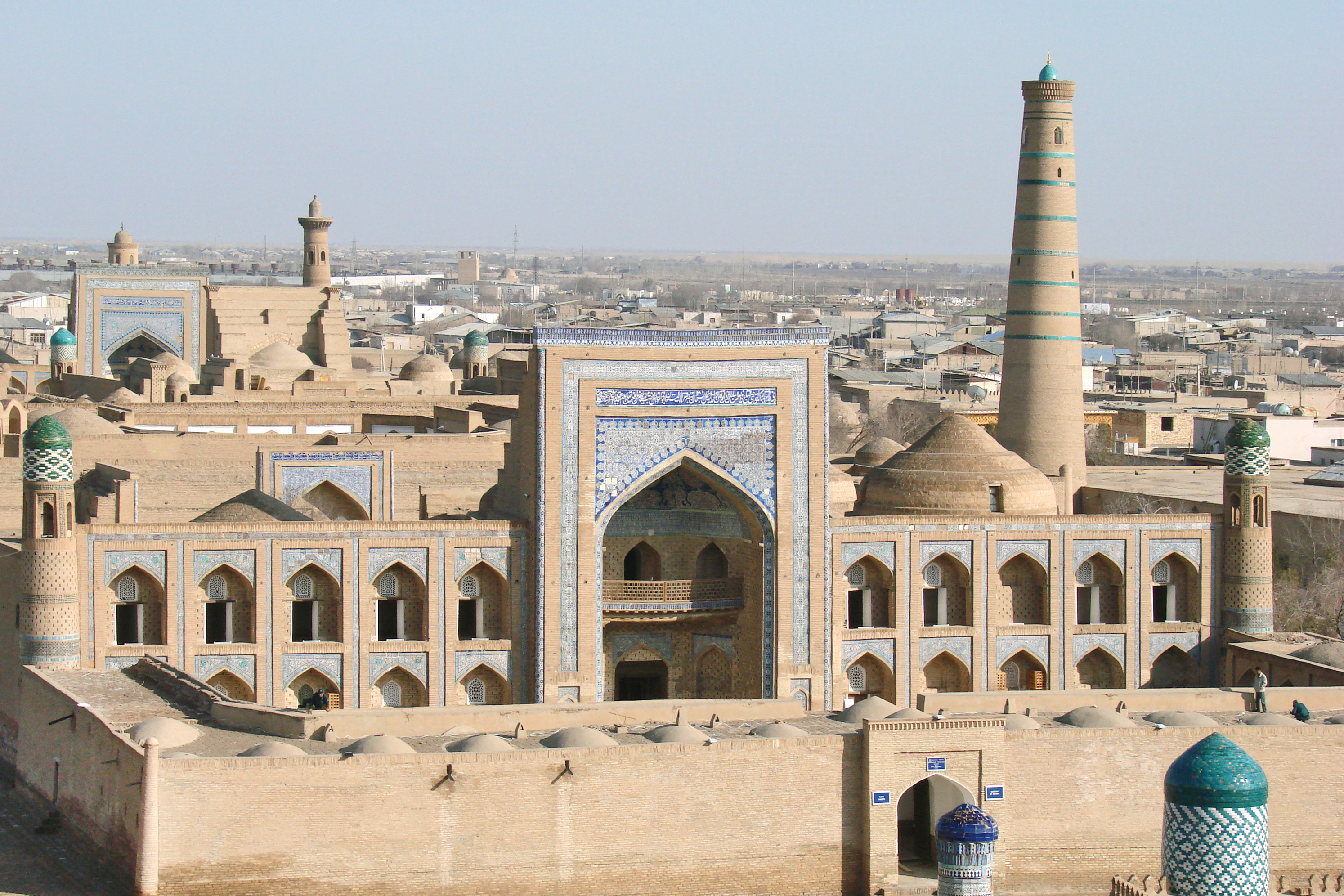
La médersa Mohammed Rakhim Khan (Khiva, Ouzbékistan)
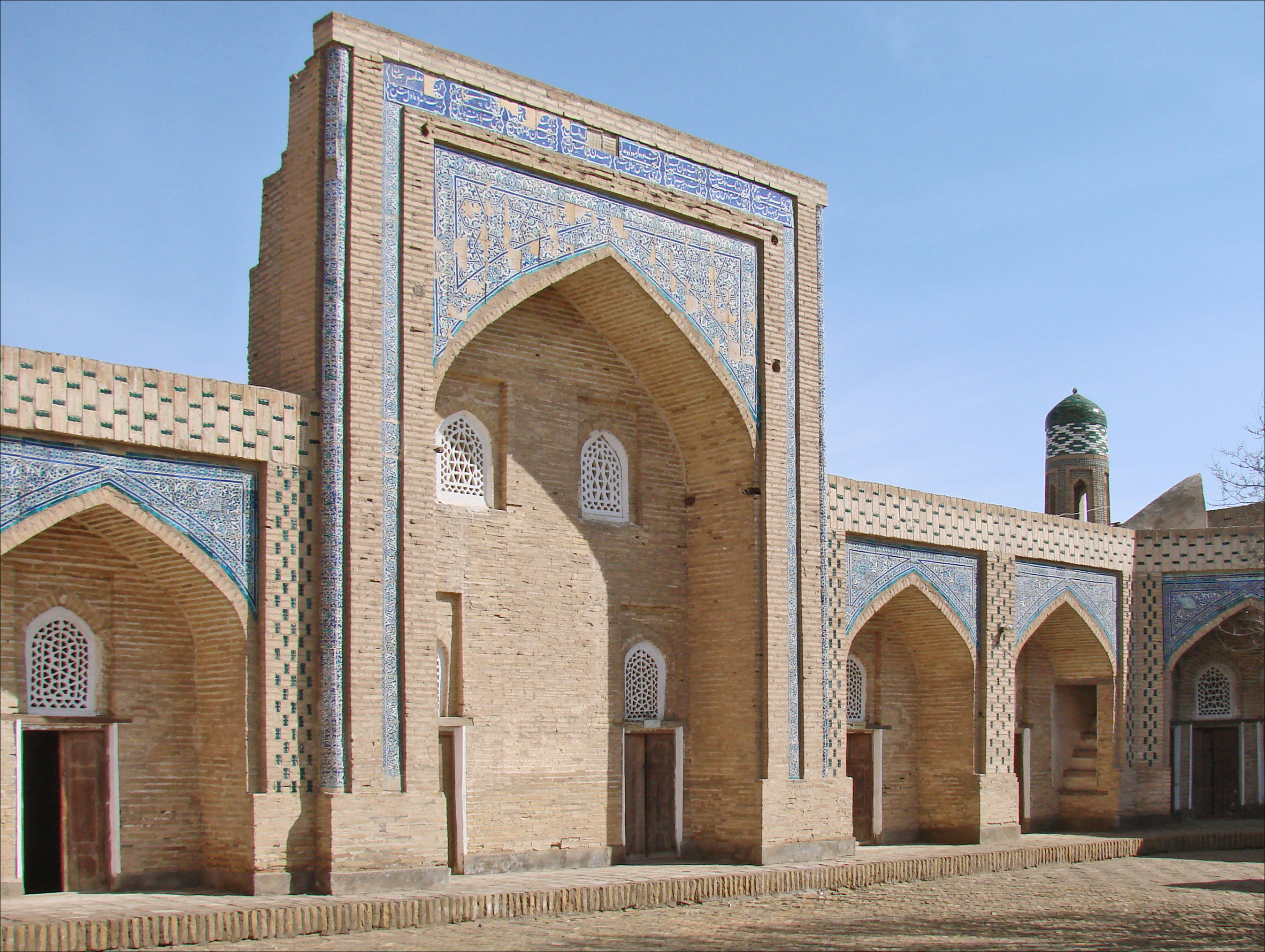
Cour